# Петрос Занос
Петрос А. Занос (на гръцки: Πέτρος Α. Ζάνος) е гръцки учен и политик от XIX век.

## Биография
Петрос Занос е роден в 1817 година на Тира, но по произход е от Мелник. Учи в Сироската гимназия при Неофитос Вамвас и в известното училище на Теофилос Каирис. Оттам заминава за Европа, за да продължи учението си. Посещава курсове по философия, право и политически науки в Париж. Там започва да работи за Министерството на вътрешните работи на Франция. Завръща се в Гърция и става депутат, като се превръща в един от най-добрите политически оратори на гръцкия парламент. Като политик е пламенен поддръжник на Александрос Маврокордатос. След кратко време той е назначен за секретар, а по-късно директор на гръцкото посолство в Цариград. Депутат е в парламента от 1862 г., политически агент в Египет и отново депутат.
През 1867 г. е назначен от Харилаос Трикупис за преговорите със Сърбия за бъдещето на Македония, които довеждат до таен гръцко-сръбски договор. Служил като областен управител (номарх) на Корфу и е повишен в ранг на посланик, назначен за комисар в Гръцко-турската комисия за вакъфите. През 70-те години участва в дейността на Асоциацията за разпространението на гръцките писмена заедно с основателя ѝ Григориос Пападопулос и други македонци, като Георгиос Константинидис, Анастасиос Пихеон, Маргаритис Димицас и други.
Умира в Лариса през юни 1884 година.